# Kościół św. Józefa w Jedlni-Letnisku
Kościół pw. św. Józefa Oblubieńca NMP w Jedlni-Letnisku – kościół katolicki w Jedlni-Letnisku koło Radomia, przy ul. Wojciechowskiego 12, wybudowany w stylu zakopiańskim. Kościół wraz z dzwonnicą figurują w rejestrze zabytków. Parafia należy do dekanatu Radom-Północ.

## Historia

### Pierwszy kościół (murowany)
W początku XX wieku letnisko w Jedlni dynamicznie się rozwijało, jednak nie było tutaj kościoła. Inicjatorami budowy i fundatorami pierwszej kaplicy byli m.in. Franciszek Hertel, Karol Wickenhagen (protestant), Zygmunt Płużański, Ludwik Żerański, Aleksander Sobecki i Czesław Golczewski, który był ówczesnym prezydentem pobliskiego Radomia. Neogotycki obiekt zaprojektował inżynier A. Załuski (architekt radomski). Urząd Guberialny Radomski zatwierdził plany 3 czerwca 1905. Kaplicę ukończono w lipcu 1906, a poświęcił ją 22 lipca 1906 prałat Piotr Górski. 28 kwietnia 1921 biskup Marian Józef Ryx erygował przy niej parafię (pierwszym proboszczem został ksiądz Władysław Korpikiewicz).

### Drugi kościół (drewniany)
3 lutego 1923, w obliczu rosnących potrzeb, zebranie parafian zdecydowało o budowie nowego kościoła (przylegającego do starego, który stanowi obecne prezbiterium). Projekt przygotował Julian Jakubowski, inżynier architekt z Radomia. Kuria diecezjalna zatwierdziła go 16 lipca 1924. Budowę wsparł Marian Kaliszczak, prezes Sądu Okręgowego w Radomiu (jego epitafium istnieje w ścianie prezbiterium).
28 września 1924 ksiądz infułat Piotr Górski (proboszcz parafii św. Jana Chrzciciela w Radomiu) poświęcił kamień węgielny. Jesienią tego samego roku zrealizowano nawę główną i przykryto ją dachem. W 1925 wykończono fronton z wieżyczką, rozbudowano obie zakrystie, jak również podcienia. W 1926 wykończono wnętrze drewnem modrzewiowym, a także wykonano balustradę dębową i komodę w zakrystii. W 1928 dokończono obicie modrzewiowe chóru i wykonano drzwi frontowe. Ambonę zaprojektował Zbigniew Kaliszczak (syn prezesa Mariana). Wykonał ją Wacław Papiński z Jedlni. Trzy dzwony zostały odlane w ludwisarni Felczyńskich w Kaliszu. Dostarczono je 25 sierpnia 1928 (ufundowali je sędziowie Suchański i Tyliński oraz proboszcz z parafianami), a poświęcono je 7 października 1928. Noszą imiona: Józef (400 kg), Kazimierz – Maria (180 kg) i Krystyna – Stanisław – Zofia (100 kg). W 1929 ułożono posadzkę.
Łącznie z kościołem powstała drewniana dzwonnica na planie kwadratu, kryta dachem namiotowym znajdująca się wraz z kościołem w rejestrze zabytków.

## Architektura
Pierwotna część jest murowana, neogotycka, oszkarpowana, prosto zamknięta. Ma wymiary 12,5 x 6,5 metra.
Nowsza część jest budowlą orientowaną, jednonawową, wzniesioną z drewna sosnowego. Reprezentuje styl zakopiański. Ma konstrukcję zrębową i łątkową oraz wymiary 10,5 x 15,0 metra. Nawa zbudowana została na planie prostokąta, poprzedzona jest kruchtą z głównym wejściem osłoniętym daszkiem na słupach oraz wieżyczką zwieńczoną izbicą z galeryjką i dachem namiotowym. Nawa flankowana jest przez soboty (podcienia) wsparte na słupach. Pomiędzy nawą a prezbiterium zlokalizowano dwie kaplice. Dach nad prezbiterium jest pokryty blachą, a nad nawą gontem.
Zarówno sklepienie, jak i ściana tęczowa pokryte zostały malowidłami. Na ścianach nawy ulokowano płaskorzeźby przypisywane Władysławowi Skoczylasowi.

## Grupy parafialne
Grupy parafialne funkcjonujące przy świątyni, to m.in. Katolickie Stowarzyszenie Młodzieży, Ruch Światło-Życie i jego gałąź rodzinna – Domowy Kościół.

## Galeria

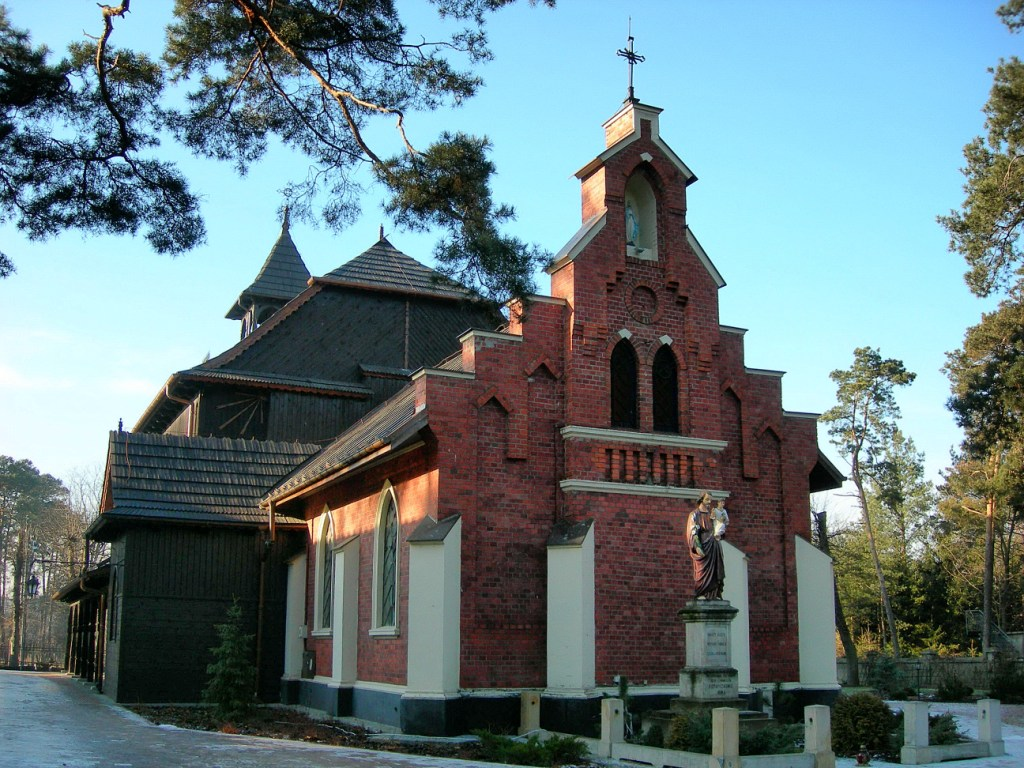
Murowana, tylna część Kościoła - dawna kaplica z 1905 roku
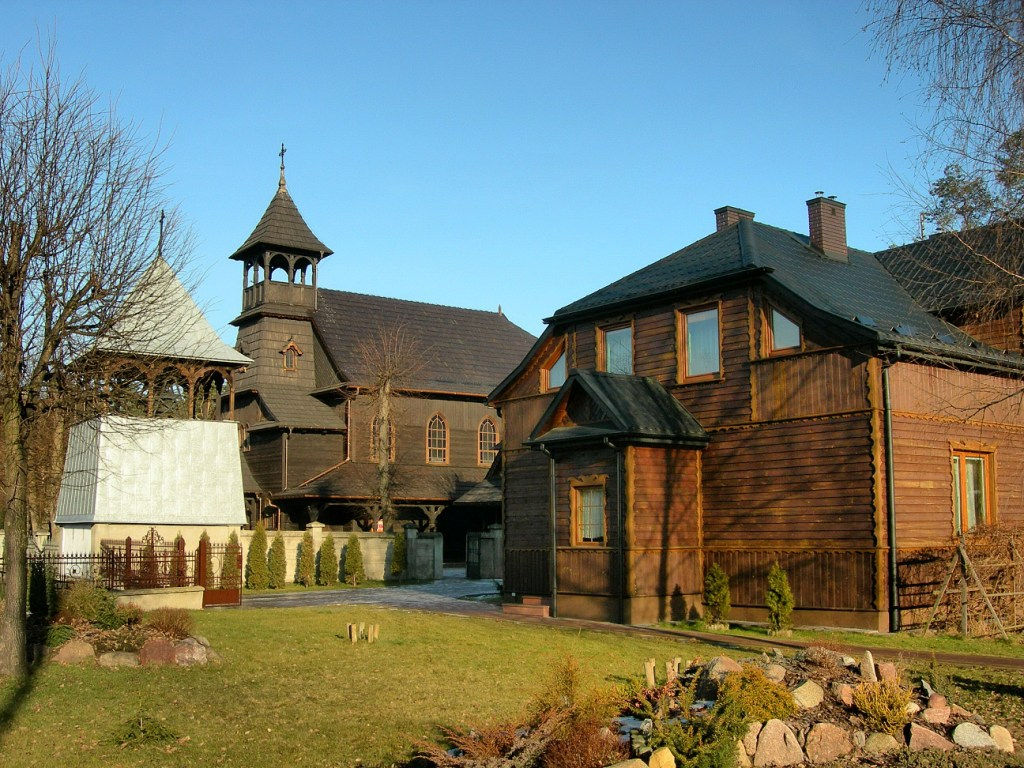
Widok na Kościół, Dzwonnicę i Plebanię
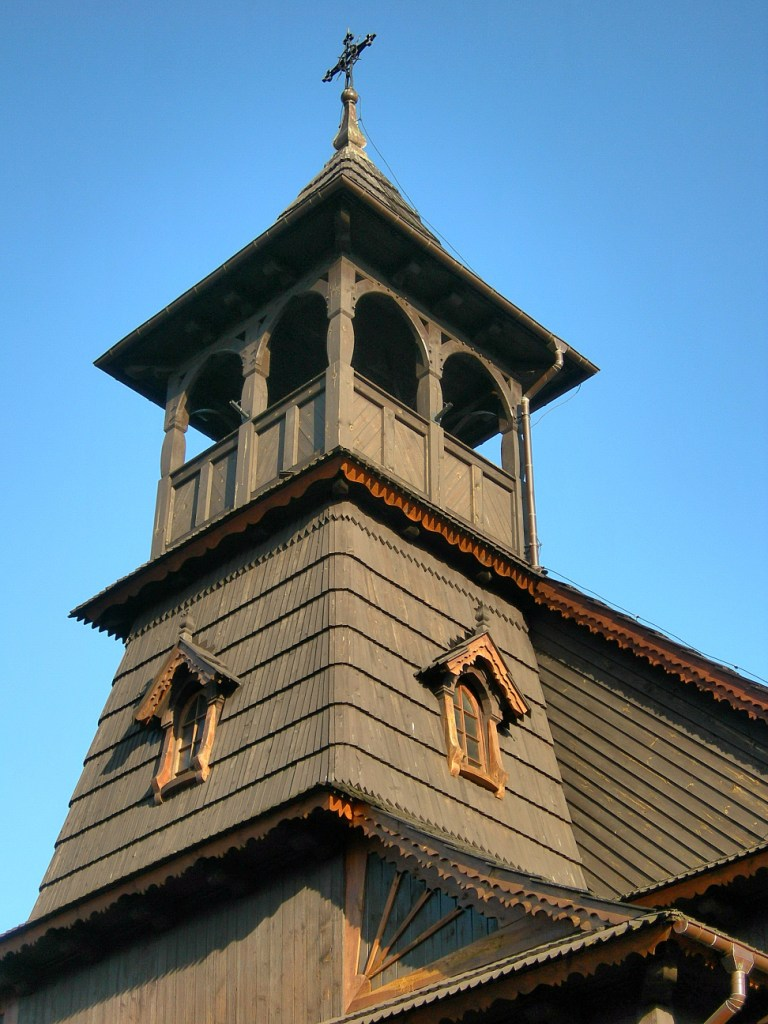
Widok na wieżę Kościoła
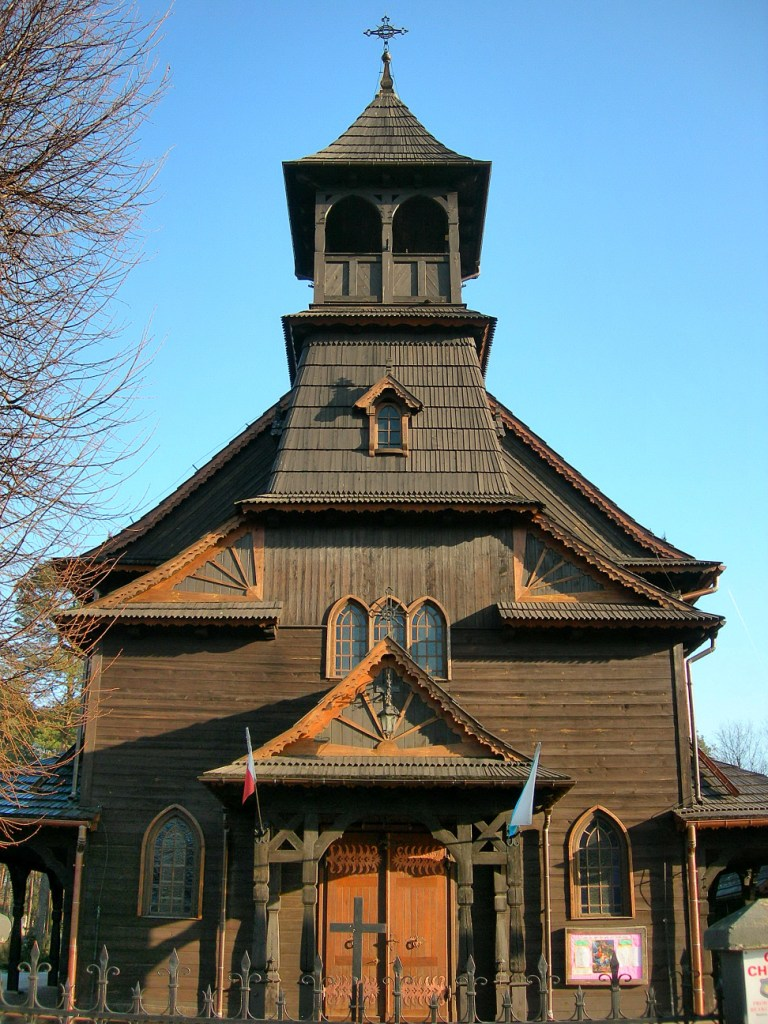
Kościół pw. św. Józefa w Jedlni Letnisko
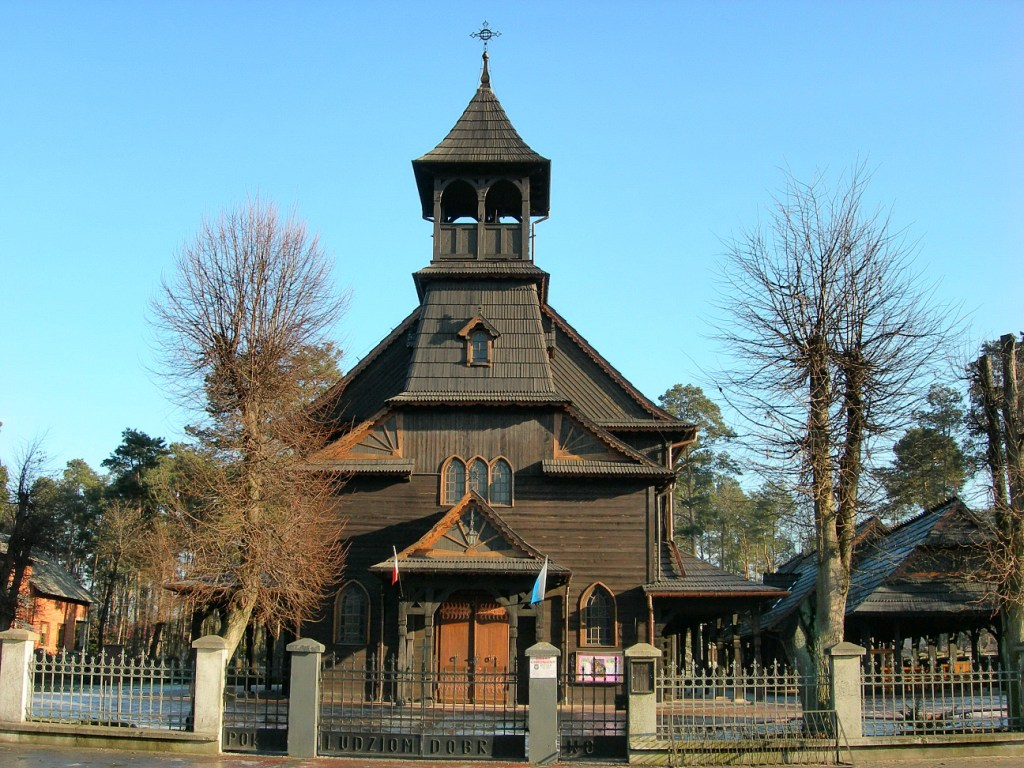
Kościół pw. św. Józefa w Jedlni Letnisko
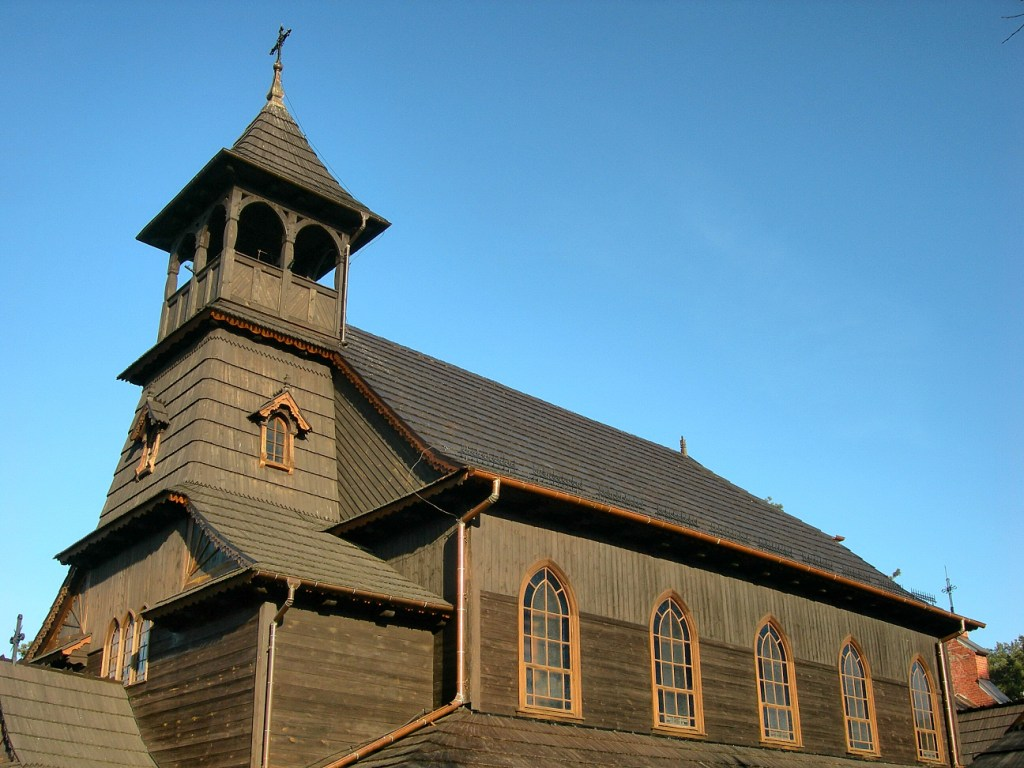
Kościół pw. św. Józefa w Jedlni Letnisko
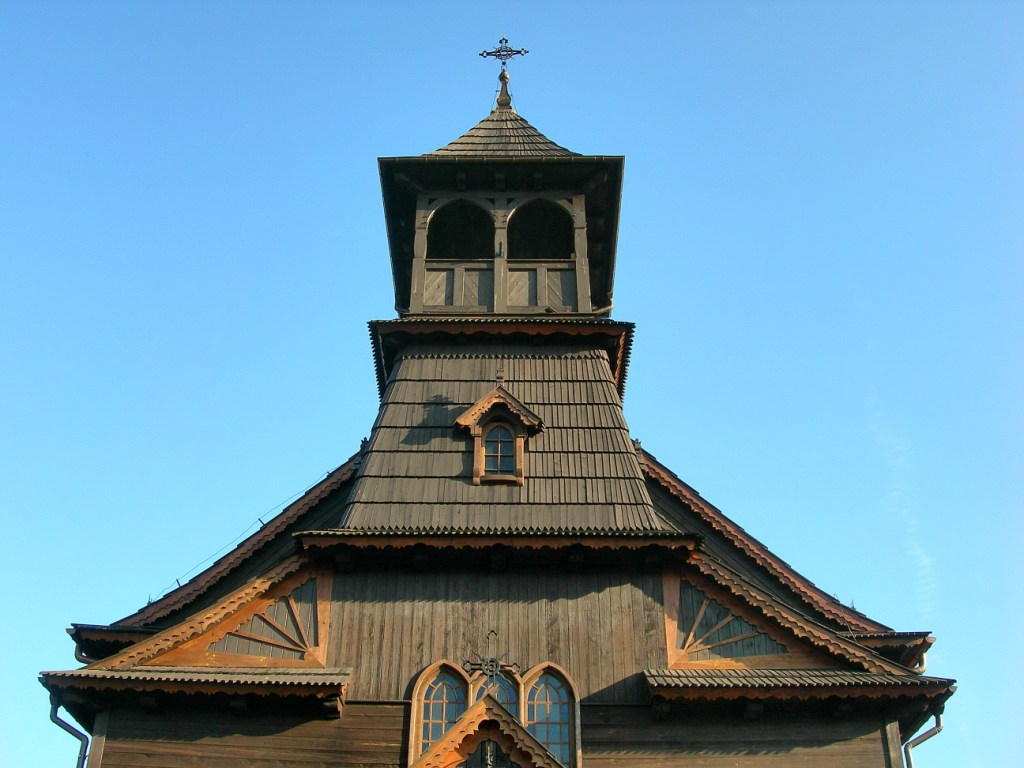
Widok na wieżę Kościoła
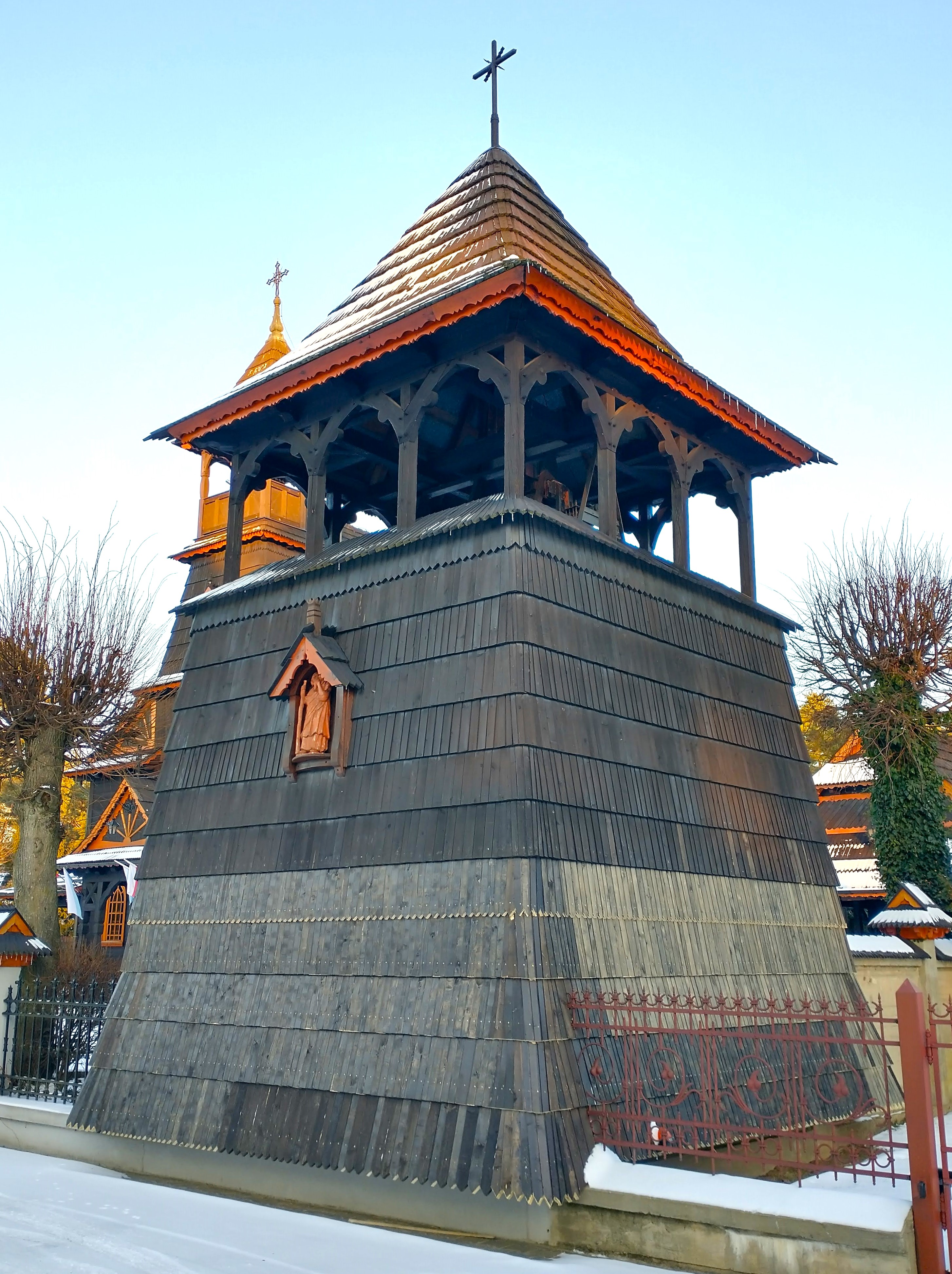
Dzwonnica
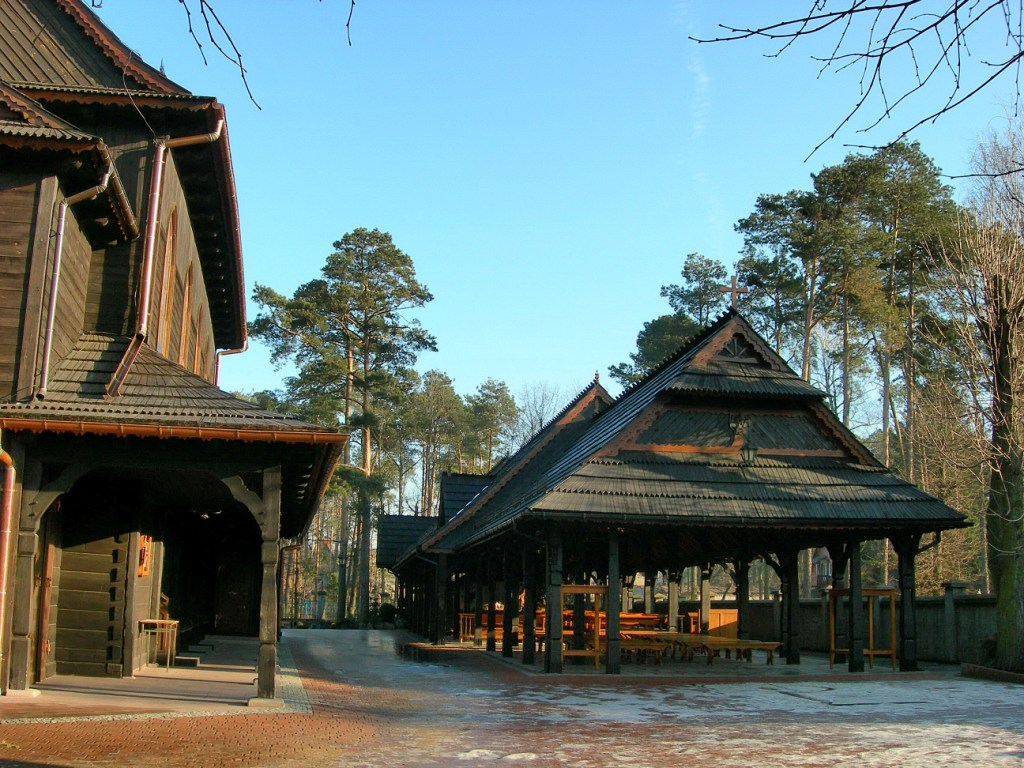
Kościół Letni - Matki Bożej, obok Kościoła pw. św. Józefa